# Ibrahim Dabbashi
Ibrahim Omar Dabbashi (né le 25 février 1950) est un diplomate libyen qui a précédemment été représentant permanent libyen auprès des Nations unies à New York. Dabbashi a dirigé la mission de l'ONU du pays en s'opposant au maintien du régime de Mouammar Kadhafi.

## Biographie
Dabbashi est né à Sabratha, en Libye. Il a obtenu un baccalauréat des arts de l'Université Al Fateh en 1974 et a rejoint le ministère libyen des Affaires étrangères en 1975.
En janvier 2009, Dabbashi est devenu le représentant permanent adjoint de la Libye auprès des Nations unies à New York. En mars 2009, il a été président du Conseil de sécurité des Nations unies.
En février 2011, Dabbashi a annoncé que lui et les autres membres de la mission libyenne de l'ONU appelaient Kadhafi à démissionner et que des crimes contre l'humanité et des crimes de guerre avaient été commis en Libye par le régime.
En novembre 2011, après la chute du gouvernement de Kadhafi, il a été signalé que Dabbashi serait nommé ministre libyen des Affaires étrangères par le Conseil national de transition, mais les renseignements se sont avérés incorrects lorsque Ashour Bin Khayal a été nommé à ce poste.
Il est candidat à l'élection présidentielle libyenne de 2021.